# Anolis lemurinus
Anolis lemurinus (аноліс-привид) — вид ігуаноподібних ящірок родини анолісових (Dactyloidae). Мешкає в Мексиці і Центральній Америці.

## Поширення і екологія
Аноліси-привиди мешкають в Мексиці (на південь від Веракруса), Гватемалі, Белізі, Гондурасі, Нікарагуа, Коста-Риці і Панамі. Вони живуть у вологих тропічних лісах на рівнинах і в передгір'ях та в сухих тропічних лісах. Зустрічаються на висоті до 1100 м над рівнем моря. Живляться дрібними безхребетними.